# عثمان سيليك
عثمان سيليك (بالتركية: Osman Çelik)‏ هو لاعب كرة قدم تركي، ولد في 27 نوفمبر 1991 في أنطاليا في تركيا. لعب مع أنطاليا سبور ونادي كارديمير كارابوك سبور.

## وصلات خارجية
- عثمان سيليك على موقع اتحاد تركيا (لاعب) (الإنجليزية)
- عثمان سيليك على موقع قاعدة بيانات كرة القدم.إي يو (الإنجليزية)
- عثمان سيليك على موقع Soccerway.com (الإنجليزية)
- عثمان سيليك على موقع عالم كرة القدم.نت (الإنجليزية)